# FC Nadin Sofia
Il FC Nadin Sofia è un club bulgaro di calcio a 5 con sede a Sofia. Nella stagione 2007/2008 disputa la massima divisione del Campionato bulgaro di calcio a 5. Alla fine di questa stagione, il Nadin ha conquistato il suo primo titolo nazionale e l'accesso alla UEFA Futsal Cup. Nel 2008/2009 ha guadagnato la qualificazione al primo turno della manifestazione continentale battendo nel girone casalingo i macedoni del KMF Elita Tetovo e gli inglesi dell'Ipswich Wolves.

## Rosa 2008/2009
| N° | Naz.                | Ruolo | Sportivo          | Anno |  |  |
| -- | ------------------- | ----- | ----------------- | ---- |  |  |
| -  | Bulgaria (bandiera) | -     | Vladimir Andonov  | -    |  |  |
| -  | Bulgaria (bandiera) | -     | Plamen Blagoev    | -    |  |  |
| -  | Bulgaria (bandiera) | -     | Hari Borislavov   | -    |  |  |
| -  | Bulgaria (bandiera) | -     | Svetoslav Borisov | -    |  |  |
| -  | Bulgaria (bandiera) | -     | Marian Guermanov  | -    |  |  |
| -  | Bulgaria (bandiera) | -     | Georgi Hristov    | -    |  |  |
| -  | Bulgaria (bandiera) | -     | Zdravko Iliev     | -    |  |  |
| -  | Bulgaria (bandiera) | -     | Dimitar Ivanov    | -    |  |  |
| -  | Bulgaria (bandiera) | -     | Asen Karakashev   | -    |  |  |
| -  | Bulgaria (bandiera) | -     | Krasimir Stoyanov | -    |  |  |
| -  | Bulgaria (bandiera) | -     | Vasil Mavrikov    | -    |  |  |
| -  | Bulgaria (bandiera) | -     | Dinko Nenkov      | -    |  |  |
| -  | Bulgaria (bandiera) | -     | Svetoslav Nonchev | -    |  |  |
| -  | Bulgaria (bandiera) | -     | Petar Petkov      | -    |  |  |
| -  | Bulgaria (bandiera) | -     | Ivan Raykov       | -    |  |  |
| -  | Bulgaria (bandiera) | -     | Pavel Simeonov    | -    |  |  |

## Palmarès
- 1 Campionato bulgaro: 2007/2008